# Zafar Guliyev
Pour les articles homonymes, voir Guliyev.
Zafar Guliyev est un lutteur russe spécialiste de la lutte gréco-romaine né le 17 juin 1972.

## Biographie
Lors des Jeux olympiques d'été de 1996 se tenant à Atlanta, il remporte la médaille de bronze en combattant dans la catégorie des -48 kg. Il remporte également la médaille d'argent lors des Championnats du monde de 1993 et la médaille de bronze lors des Championnats du monde de 1995. Il brille notamment lors des Championnats d'Europe où il remporte le titre en 1993, 1994 et 1996, une médaille d'argent en 1995 et une médaille de bronze en 1992.